# Sophie Cookson
Sophie Louise Cookson (15 mei 1990) is een Britse actrice en het meest bekend van haar rol als geheim agent in de film Kingsman: The Secret Service en de opvolger. Hierin speelde ze de rol van Roxanne "Roxy" Morton / Lancelot.

## Filmografie
- 2014: Kingsman: The Secret Service - Roxanne "Roxy" Morton / Lancelot
- 2016: The Huntsman: Winter's War - Pippa
- 2017: The Crucifixion - Nicole Rawlins
- 2017: Kingsman: The Golden Circle - Roxanne "Roxy" Morton / Lancelot
- 2018: Red Joan - jonge Joan Smith
- 2018: Ashes in the Snow - Ona
- 2019: Greed - Lily McCreadie
- 2021: Infinite - Nora Brightman

### Televisie
- 2013: Moonfleet - Grace Mohune (miniserie)
- 2014: Unknown Heart - Millie Lancaster (tv-film)
- 2017: Gypsy - Sidney Pierce

- 2019–2020: The Trial of Christine Keeler - Christine Keeler

- Gemeinsame Normdatei: 1202262422
- International Standard Name Identifier: 0000 0004 9906 4353
- Library of Congress Control Number: no2018000872
- Virtual International Authority File: 21151535353902890003
- WorldCat: E39PBJvRTXb9CXcVyc9rDTDDv3